# Frigyes Mezei
Dans le nom hongrois Mezei Frigyes, le nom de famille précède le prénom, mais cet article utilise l’ordre habituel en français Frigyes Mezei, où le prénom précède le nom.
Frigyes Mezei ou plus rarement germanisé en Friedrich Wiesner (né le 26 septembre 1887 à Mór et décédé le 27 mars 1938 à Budapest) est un athlète hongrois spécialiste du sprint. Il était affilié au BE Athletic Club.

## Biographie

### Palmarès
| Date | Compétition           | Lieu    | Résultat | Épreuve                     | Performance  |
| ---- | --------------------- | ------- | -------- | --------------------------- | ------------ |
| 1908 | Jeux olympiques d'été | Londres | 3e       | Relais olympique (2e 200 m) | 3 min 32 s 5 |

### Records
| Épreuve    | Performance | Lieu | Date |
| ---------- | ----------- | ---- | ---- |
| 100 mètres | 11 s 3      |      | 1908 |
| 200 mètres | 22 s 5      |      | 1912 |
| 400 mètres | 49 s 7      |      | 1913 |